# Kyle Beach
Kyle Beach, född 13 januari 1990 i North Vancouver, British Columbia, är en kanadensisk professionell ishockeyspelare som spelar för DVTK Jegesmedvék i slovakiska Tipsport Liga.